# Comuna Bohinj
Bohinj (Občina Bohinj) este o comună din Slovenia, cu o populație de 5.222 de locuitori (2002).

## Localități
Bitnje, Bohinjska Bistrica, Bohinjska Češnjica, Brod, Goreljek, Gorjuše, Jereka, Kamnje, Koprivnik v Bohinju, Laški Rovt, Lepence, Log v Bohinju, Nemški Rovt, Nomenj, Podjelje, Polje, Ravne v Bohinju, Ribčev Laz, Savica, Srednja vas v Bohinju, Stara Fužina, Studor v Bohinju, Ukanc, Žlan